# Mors Principium Est
Mors Principium Est (Latin "cái chết là sự bắt đầu") là một ban nhạc Melodic Death Metal Phần Lan thành lập năm 1999.

## Lịch sử
Ban nhạc được thành lập năm 1999 tại Pori, Phần Lan bởi ca sĩ/ghita chính Jori Haukio, ghita Jarkko Kokko và keyboard Toni Nummelin. Tay trống Mikko Sipola tham gia cuối năm 1999, ngay sau đó là sự tham gia của vocalist mới Ville Viljane vào đầu năm 2000 khi Haukio quyết định tập trung vào chơi ghita. Tay bass Teemu Heinola đã không được chọn cho tới sau demo đầu tiên của ban nhạc, Before Birth, demo đã gây được sự chú ý của hãng đĩa Pháp Listenable Records năm 2001.
Sau một năm và hai demo, Mors Principium Est ký hợp đồng thu 3 album với Listenable Records, hoàn tất với Liberation = Termination phát hành vào tháng ba 2007
.
Ngày 25 tháng tư, 2007, ban nhạc thông báo đội hình mới. Karri Kuisma tham gia ban nhạc với vai trò rhythm guitarist năm 2006 và ghita chính Tomy Laisto tham gia ban nhạc năm 2007. Jarkko Kokko sẽ vẫn là một thành viên của M.P.E nhưng anh ta sẽ không chơi ở bất kỳ live show nào. Keyboard Joona Kukkola không còn là thành viên của MPE vì anh ta không có thời gian cho ban nhạc.

## Lineup

### Thành viên hiện tại
- Ville Viljanen – vocals (2000 – nay)
- Mikko Sipola – drums (2000 – nay)
- Teemu Heinola – bass (2001 – nay)
- Kalle Aaltonen – rhythm guitar (2009 – nay)
- Tomy Laisto - lead guitar (2007 - nay)

### Cựu thành viên
- Jarkko Kokko – guitars (1999 – 2009)
- Jori Haukio – vocals, guitars (1999 – 2000); guitars (2000 – 2006)
- Toni Nummelin – keyboards (1999 – 2004)
- Joona Kukkola - keyboards (2004 – 2007)
- Karri Kuisma - guitars (2006 – 2007)
- Tom "Tomma" Gardiner - guitars (2007 – 2009)

## Discography

### Album
- Inhumanity (2003, reissued in 2006)
- The Unborn (2005)
- Liberation = Termination (2007)
- ...And Death Said Live (2012)
- Dawn of the 5th Era (2014)
- Embers of a Dying World (2017)
- Seven (2020)
- Liberate the Unborn Inhumanity (2022)

### Demo
- Before Birth (2000)
- Valley of Sacrifice (2001)
- Third Arrival (2002)